# Хара Сагьер, Дарио
Дарио Хара Сагьер (исп. Darío Jara Saguier; 27 января 1930 — 22 января 2023) — парагвайский футболист и тренер. Участник чемпионата мира по футболу 1950 года в составе сборной Парагвая. Один из шести братьев Хара Сагьер, профессионально игравших в футбол.

## Карьера
Хара Сагьер начал свою футбольную карьеру в клубе «Рубио Нью» в 1946 году. В 1948 году он перешел в клуб «Серро Портеньо», где провел большую часть своей карьеры и с 1953 года стал капитаном команды. Он был лучшим бомбардиром чемпионата Парагвая два года подряд, в 1949 и 1950 годах, забивая по 18 голов в каждом сезоне. После долгой карьеры в «Серро Портеньо» он продолжал играть за несколько парагвайских клубов, включая «Хенераль Кабальеро», снова «Рубио Нью» и «Олимпия» (Ита), прежде чем завершить свою игровую карьеру в 1965 году.
Дарио Хара Сагуйер играл за сборной Парагвая, которая участвовала в чемпионате мира по футболу 1950 года в Бразилии.
После завершения своей игровой карьеры Дарио Хара Сагьер начал тренерскую за команду «Олимпия» (Ита), где он был играющим тренером. Он продолжал тренировать различные команды на протяжении многих лет, включая «Спортиво Триниденсе», «Рубио Нью», «Ресистенсия», «Президент Хейс» и «Серро Портеньо».

## Личная жизнь
Дарио Хара Сагьер родился в Асунсьоне, Парагвай. Его родители, Криспуло и Лидия, играли важную роль в его жизни. Отец был основателем и игроком футбольного клуба «Рубио Нью». Дарио был одним из шести братьев (Альберто, Анхель, Карлос, Энрике и Торибио) в семье, которые также занимались профессионально футболом. Был женат на Магдалене Сольянчич, и у них родилось трое детей: Алисия Беатрис, Карлос Дарио и Микаэла.

## Достижения

### Клубные
- «Серро Портеньо»
  - Чемпионат Парагвая
    - Чемпион (2): 1950, 1954.
    - Второе место (7): 1948, 1951, 1953, 1957, 1958, 1959 и 1960

### Индивидуальные
- Лучший бомбардир чемпионата Парагвая (2): 1949 и 1950